# Lorica segmentata

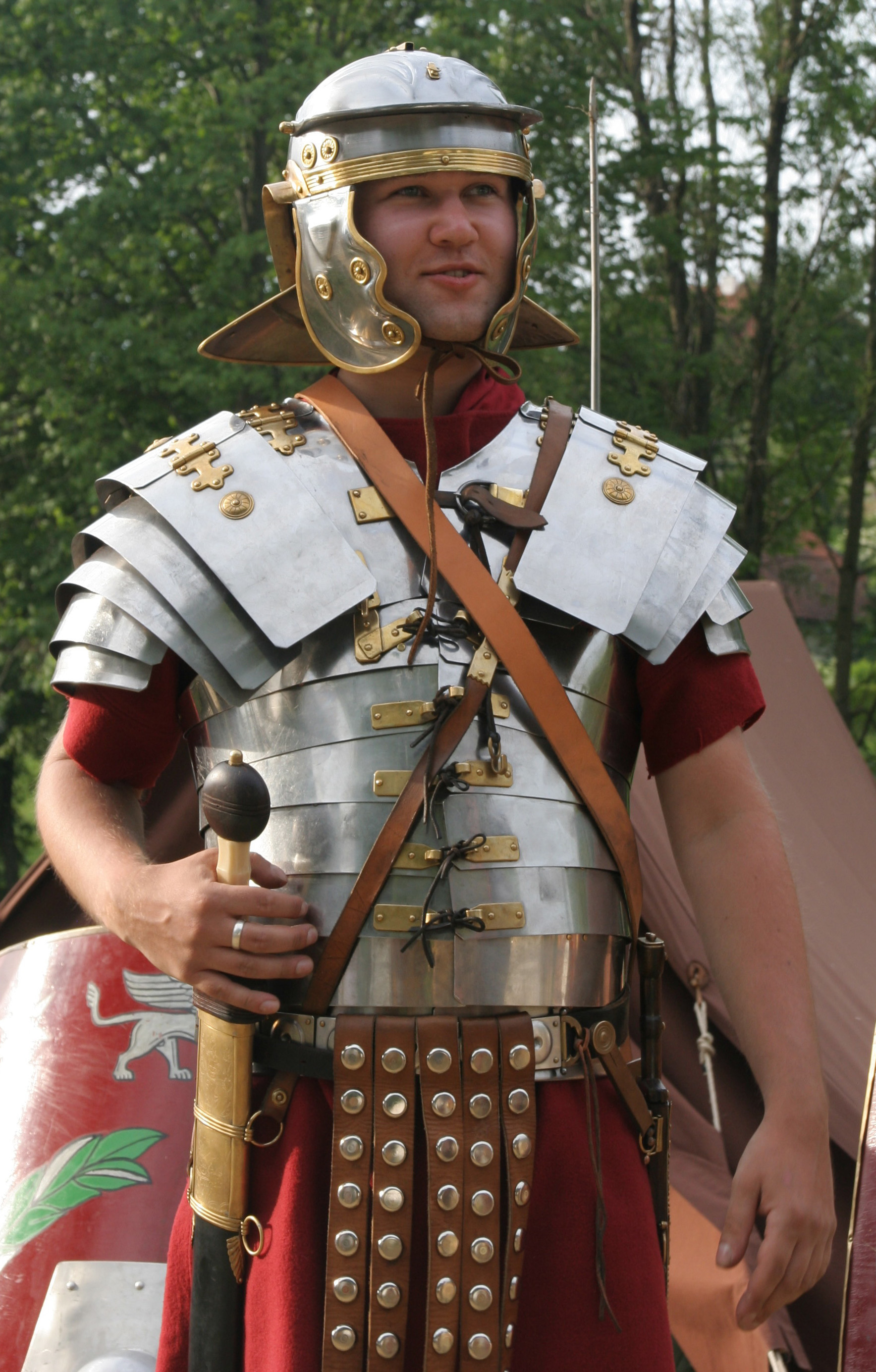
Reconstructie van een lorica segmentata

De lorica segmentata is een Romeins type borstharnas dat in het begin van de eerste eeuw na Christus in zwang kwam.
Het bestond uit stroken staal die met bronzen gespen aan elkaar waren bevestigd. Het kwam tot de heupen en beschermde alleen de borst. Door de opbouw bood de lorica segmentata een relatief grote bewegingsvrijheid en hij was minder moeilijk te produceren dan de lorica hamata, de maliënkolder die voordien in de Romeinse legioenen gebruikelijk was. Dit harnas woog ongeveer 9 kilo.
In de derde en vierde eeuw na Christus raakte dit type harnas in onbruik. Het is belangrijk op te merken dat de naam, in tegenstelling tot lorica hamata, een twintigste-eeuws neologisme is. De gregarii milites (gewone legionairs), zullen er ongetwijfeld een andere naam voor hebben gehad.
Van alle modellen harnassen die de Romeinen ooit gebruikten, is de lorica segmentata wel veruit het bekendst. Dit heeft ertoe geleid dat in films, strips en andere media over het Romeinse Rijk Romeinse soldaten vrijwel altijd met dit model harnas worden afgebeeld; ook in verhalen die zich afspelen in tijdsperiodes dat dit harnas nog niet, of niet langer, in gebruik was.